# 초특급 히카리안
초특급 히카리안(국내명 : 출동! 메가트레인)은 1997년에 다카라토미에서 제작한 애니메이션 시리즈이다. 대한민국에서는 2001년에 KBS에서 방영되었다.

## 같이 보기
- 전광초특급 히카리안